# Malta (aardappel)

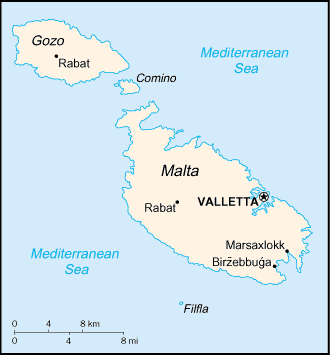
De aardappel wordt verbouwd op Malta en Gozo in de Middellandse Zee

De Malta-aardappel is een aardappel die wordt gekweekt in de eilandstaat Malta op de eilanden Malta en Gozo in de Middellandse Zee.
De aardappel uit Malta wordt vaak 'malta' genoemd maar dat is geen rasnaam. Meestal is de malta van het ras alpha, een laat ras aardappel dat is ontwikkeld in Nederland. In Nederland verbouwd pootgoed wordt uitgezet op Malta. In dit zuidelijke deel van Europa, waar in het voorjaar de dagen korter zijn dan in Nederland en België, ontwikkelt een laat ras als alpha zich als een vroeg gewas. De knollen van het ras zijn groot, rond-ovaal, vlakogig, hebben meestal een wat ruwe gele schil en lichtgeel knolvlees. De kwaliteit is goed. De aardappel is nogal bloemig, vrij zuiver van kleur en goed van smaak.
Vrijwel alle aardappelen die de Maltezen niet zelf consumeren, worden sinds 1982 afgezet in Nederland. Het gaat jaarlijks om zo'n 6000 ton. De aardappels van dit eiland zijn in Nederland populair. De malta's worden in april en mei geoogst, net de periode dat de gedurende de hele winter bewaarde voorraad van eigen bodem oud en smaakloos geworden is, en de nieuwe oogst nog maar net in de grond zit. Behalve malta's zijn ook nieuwe aardappelen uit andere landen beschikbaar, maar die hebben niet dezelfde goede naam.
Op Malta worden dezelfde rassen geteeld als in Noord-Afrika. Ook daar komt het pootgoed uit Nederland. Er is echter sprake van een smaakverschil dat te verklaren is door de rode kleigrond op Malta en het kleinere zustereiland Gozo. Ook het geringe gebruik van bestrijdingsmiddelen, met dank aan de zeewind en de hoge temperatuur in de zomer, speelt een rol.
De aardappelteelt op de eilanden is kleinschalig en arbeidsintensief. Malta heeft zo'n 1400 aardappelboeren. Het merendeel beschikt over enkele are bouwgrond. Voor het ploegen wordt gebruikgemaakt van ezels en minitractoren, de oogst is hoofdzakelijk handwerk.